# دوري كرة القدم الألباني الدرجة الأولى 2015–16
دوري كرة القدم الألباني الدرجة الأولى 2015–16 هو موسم من دوري كرة القدم الألباني الدرجة الأولى ‏. أشرف على تنظيمه اتحاد ألبانيا لكرة القدم، وفاز فيه KF Luftëtari ‏.